# Montagut (Cruesa)
Mont Agut (en francès Montaigut-le-Blanc) és una localitat i comuna francesa, a la regió de la Nova Aquitània, departament de la Cruesa. La seva població al cens de 1999 era de 396 habitants. Està integrada a la Communauté de communes de Guéret-Saint-Vaury.

## Demografia
| 1962                                       | 1968 | 1975 | 1982 | 1990 | 1999 | 2007 |
| ------------------------------------------ | ---- | ---- | ---- | ---- | ---- | ---- |
| 501                                        | 537  | 471  | 461  | 448  | 396  | 383  |
| Des de 1962: població sense dobles comptes |      |      |      |      |      |      |

## Administració
| Període   | Identitat    | Partit |
| --------- | ------------ | ------ |
| 2001-2008 | Jean Peynaud |        |
| 2008-     | Alain Moreau |        |